# شهرستان شیده
شهرستان شیده (به لاتین: Xide County) یک شهرستان‌های جمهوری خلق چین در چین است که در لیانگشان یای واقع شده‌است.